# TRS-3D
TRS-3D — трёхкоординатная когерентная многорежимная РЛС обзора и целеуказания с фазированной антенной решеткой, концептуально разработана для применения на кораблях и маломерных судах. РЛС работает в частотном G-диапазоне, и предназначается для обнаружения и автоматического сопровождения воздушных и морских целей, в частности низковысотных малоразмерных целей с малыми значениями ЭПР. Многорежимная концепция РЛС предусматривает поиск, автоматическое распознавание целей, начало сопровождения и сопровождение воздушных и морских целей с передачей данных о целях системам вооружения. РЛС способна обнаруживать и сопровождать до 400 целей на максимальной дальности 200 км.
Радиолокационная система TRS-3D была создана на базе РЛС TRML-3D, имеет модульную конструкцию. TRS-3D разработана концерном DASA, серийно производится около 10 лет концерном EADS, который с января 2014 года является отделением Airbus Defence and Space многопрофильного концерна Airbus Group. Для ВМС различных стран поставлено более 65 систем TRS-3D/16-ES.

## Модификации
РЛС TRS-3D выпускается в двух различных модификациях, отличающихся устройством антенны РЛС.

### TRS-3D/16

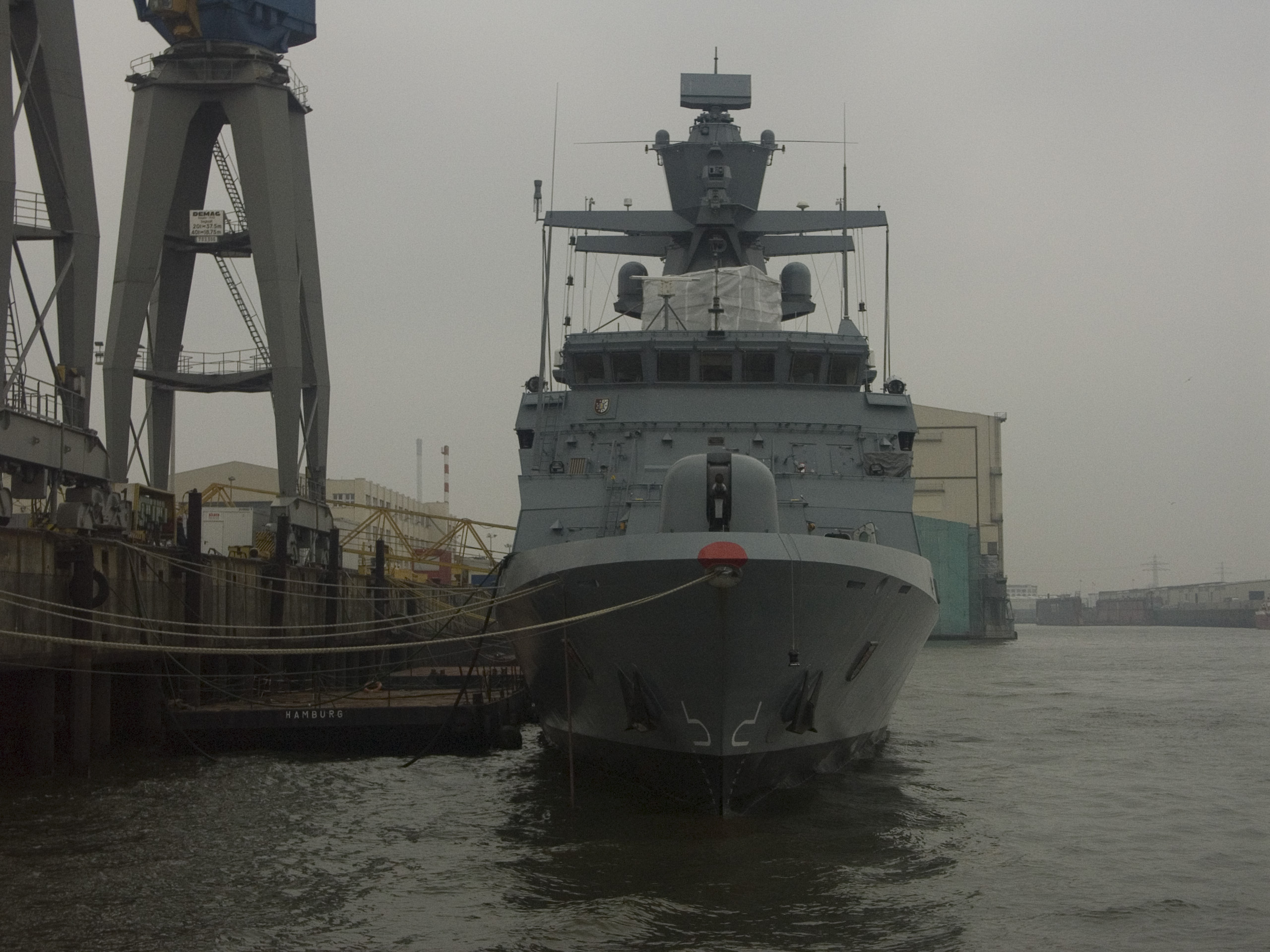
РЛС TRS-3D/16 на вершине мачты корвета класса К130 Braunschweig.

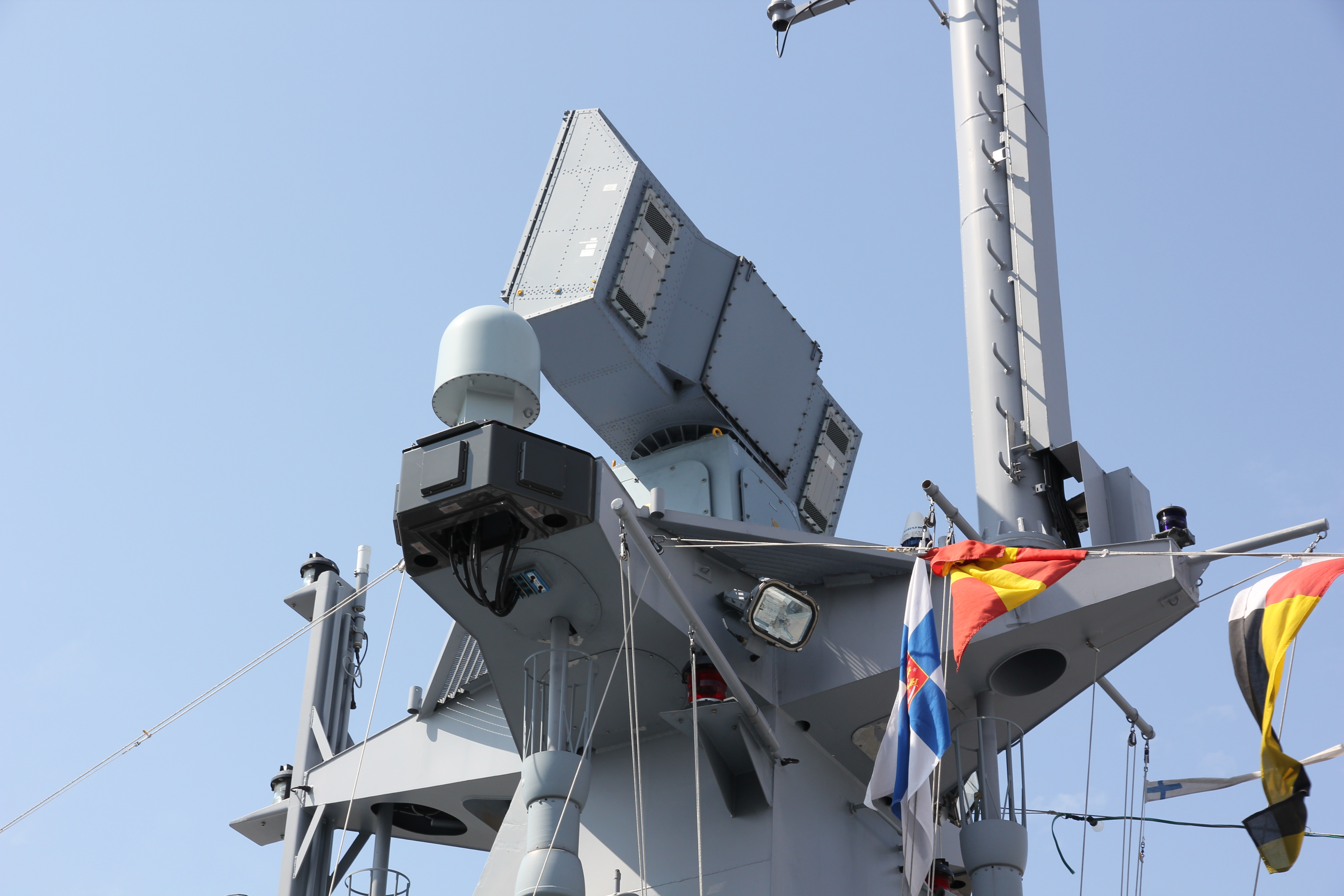
РЛС TRS-3D/16-ES на борту финского минного заградителя Uusimaa, 2011 г.

Антенна РЛС TRS-3D/16 представляет собой фазированную антенную решетку, состоящую из 16 рядов антенных элементов. Плоская фазированная антенна, состоящая из набора 16 горизонтальных рядов (в других модификациях из 24-х или 32-х рядов), формирует остронаправленный луч, сканирование которым по углу места осуществляется с помощью фазовращателей. TRS-3D/16 выпускается в двух вариантах. В варианте с механической стабилизацией антенна оснащена электрическим приводом и встроенным поворотным столом для компенсации бортовой и килевой качки. В качестве альтернативы имеется вариант с электронной компенсацией колебательных движений корабля (TRS-3D/16 ES), позволяющий снизить надпалубный вес за счет устранения механического привода стабилизируемой платформы. В корпусе антенны встроена антенна системы опознавания «свой-чужой» с рабочим режимом Mode 5/S.
РЛС TRS-3D/16, в частности её модификация ES, предназначена для небольших кораблей размерами до корвета (сторожевого корабля) включительно.
Четыре стандартных режима работы РЛС включают: режим дальнего обзора с обеспечением обзора воздушного пространства до инструментальной дальности 200 км; режим обзора и воздушного наблюдения — типовой рабочий режим для общего трёхмерного наблюдения за широким диапазоном целей; режим самообороны и противоракетный — режим трёхмерного наблюдения, оптимизированный для дальнего обнаружения воздушных целей; и режим обнаружения целей на предельно малых высотах над водной поверхностью — используется специальные виды обработки сигнала для достижения точных доплеровских замеров и хорошей видимости в условиях сильных отражений, с осуществлением концентрации энергии при малых углах места цели для обнаружения на больших дальностях.
РЛС TRS-3D/16 осуществляет автоматическую классификацию морских целей по группам: малые, средние и большие корабли; воздушных целей по группам: вертолет, самолет; угрожающих целей, таких как ПКР на предельно малых высотах и ПКР, осуществляющих пикирование с высокой скоростью.

На февраль 2014 года Airbus Group поставила шесть многорежимных морских РЛС TRS-3D/16 (в США индекс AN/SPS-75) для боевых кораблей прибрежной зоны класса «Фридом».

### TRS-3D/32

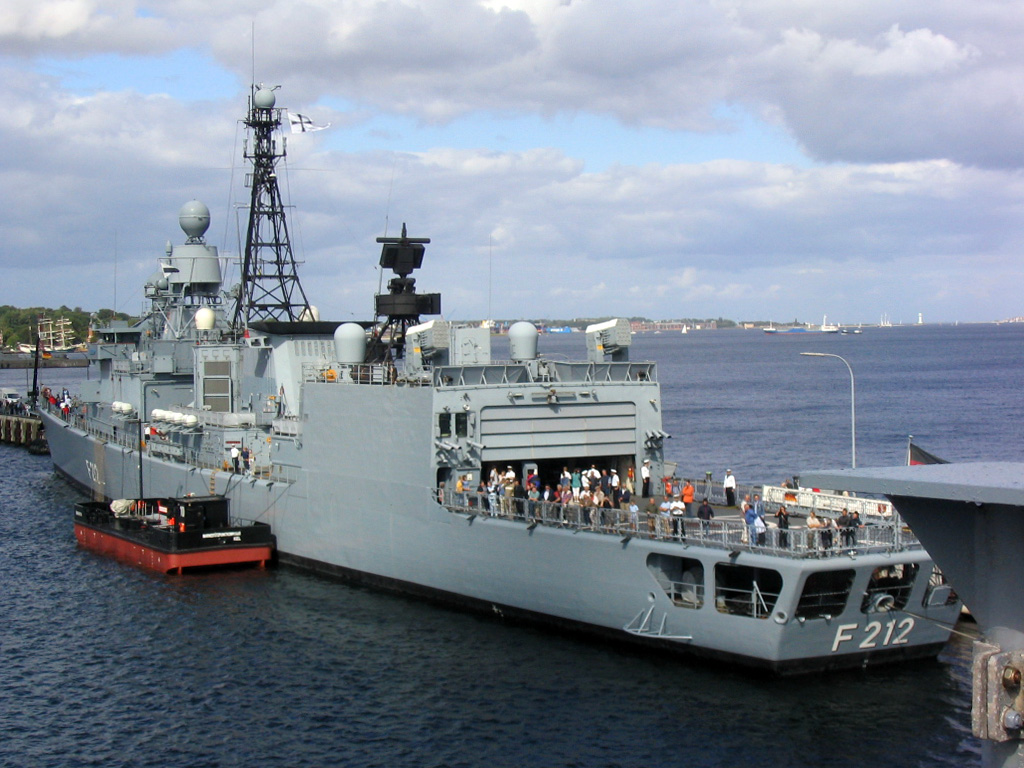
TRS-3D/32 на борту фрегата «Карлсруйе» (в средней части корабля).

Антенна TRS-3D/32 также представляет фазированную решетку, состоящую из 32 рядов антенных элементов. За счет большего раскрыва антенны обеспечивается повышение характеристик РЛС по дальности и точности определения угла места цели для целеуказания (в частности ЗРК ASMD. За счет большего размера антенны и удачно стабилизированной платформы для компенсации бортовой и килевой качки РЛС TRS-3D/32 в большей степени пригодна для фрегатов от легкого до среднего водоизмещения. В этой модификации антенна системы опознавания «свой-чужой» располагается над основной антенной.